# Villino Maraini (Roma)

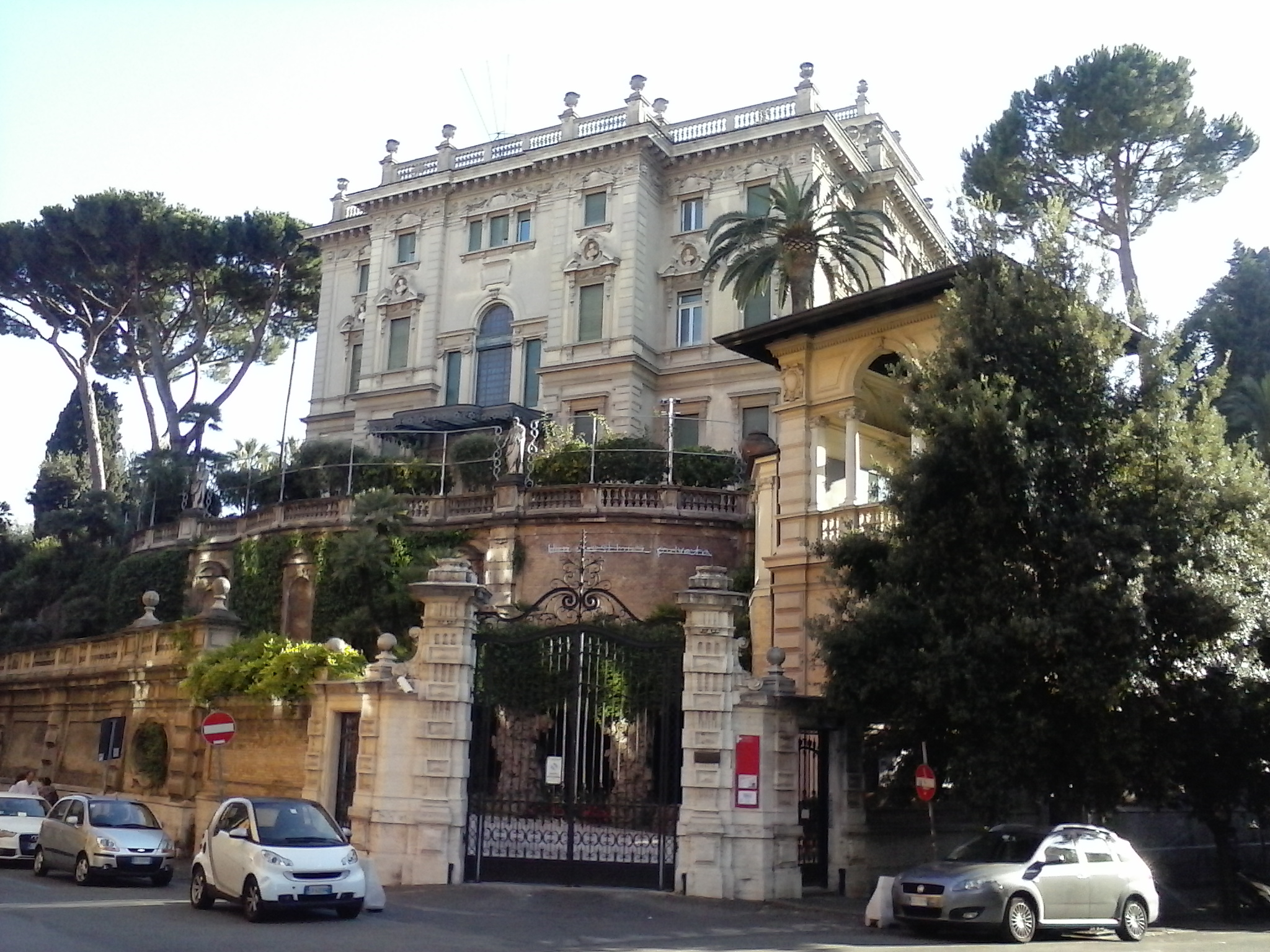
Vista da villa a partir da Via Cadore.

Villino Maraini ou Villa Maraini é uma villa localizada no número 48 da Villa Ludovisi, delimitada pela Via Ludovisi, a Via Cadore e a Via Liguria, no rione Ludovisi de Roma. 

## História
A villa foi construída em 1905 por Otto Maraini em estilo art nouveau. Em 1946, a viúva do instrial suiço-italiano Emilio Maraini (1853-1916), a condessa Carolina Maraini-Sommaruga (1869-1959), doou a villa para a Confederação Suíça na condição de que ela fosse perpetuamente dedicada ao serviço da cultura sob a bandeira da cooperação entre Suíça e Itália. Em 1948, ela foi entregue ao Istituto Svizzero di Roma (ISR), que estabeleceu ali a sua sede.